# Hochstraße Prievoz
Die Hochstraße Prievoz (slowakisch Estakáda Prievoz, vom Betreiber offiziell Estakáda Mierová–Senecká genannt) ist eine 1752 m (nach einigen Quellen 1756 m) lange Autobahnbrücke im Zuge der Stadtdurchfahrt Bratislava der Diaľnica D1, ungefähr zwischen Autobahnkilometer 7,9 und 9,7. Sie ist das zentrale Kunstbauwerk des 6,5 km langen Bauabschnitts Bratislava-Mierová cesta – Bratislava, Senecká cesta und trug bei ihrer Eröffnung im Jahr 2002 zu einer erheblichen Verkehrsentlastung der städtischen Straßen bei. Die Hochstraße trägt den Namen des Stadtviertels Prievoz am südlichen Ende.

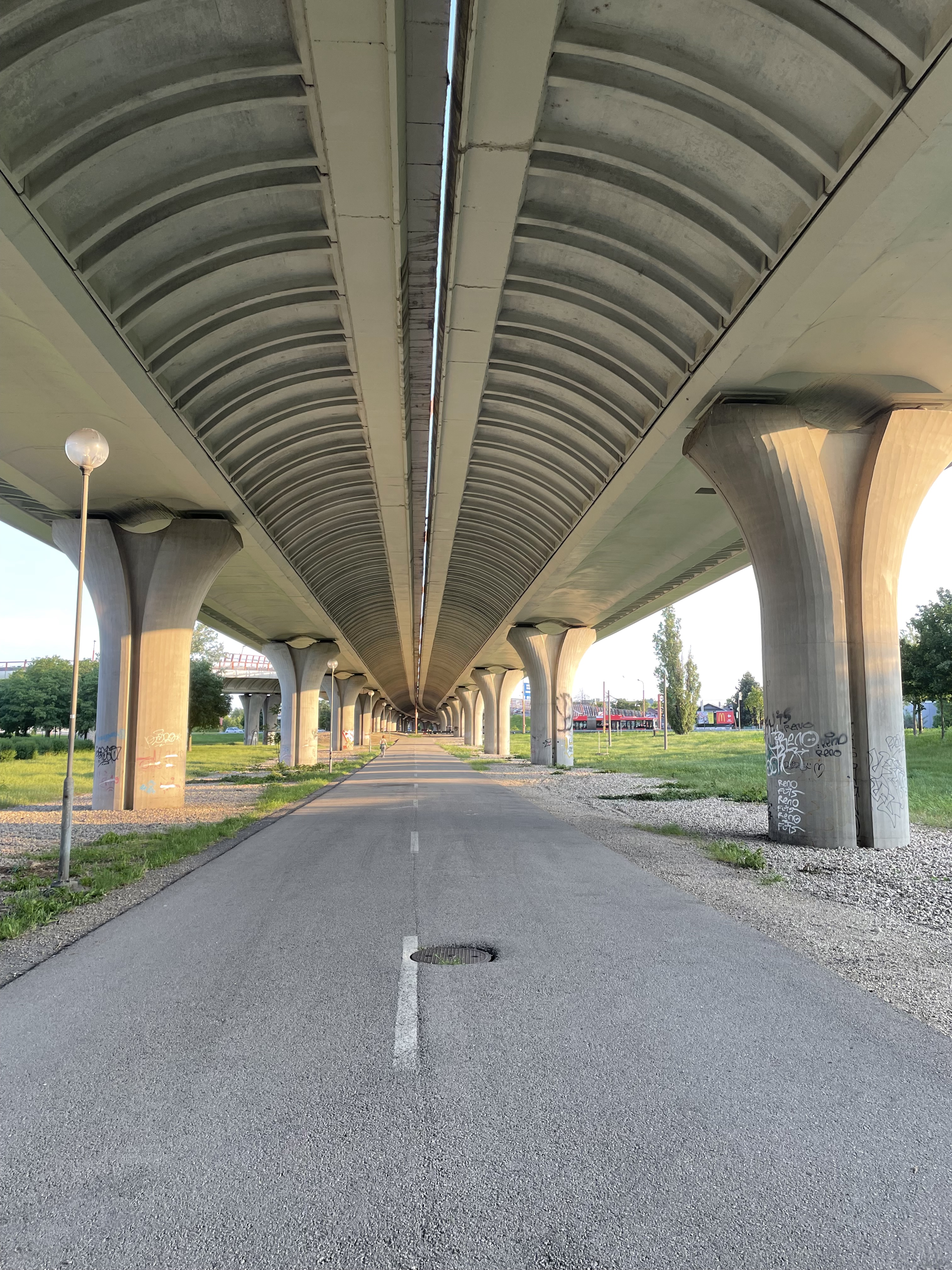
Ansicht unterhalb der Hochstraße

Die Hochstraße überquert in ihrem Verlauf eine Vielzahl von Verkehrswegen in den Stadtteilen Ružinov und zu einem kleinen Teil Vrakuňa: der Richtung der Kilometrierung folgend sind dies die Straßen Mierová, Gagarinova (Cesta I. triedy 63), Strojnícka, Mlynské luhy, dann die zweigleisige Bahnstrecke Bratislava–Hegyeshalom, die Straße Vrakunská cesta (Cesta II. triedy 572), die eingleisige Bahnstrecke Bratislava–Komárno und schließlich die Straße Galvaniho. Des Weiteren sind die Anschlussstellen Gagarinova (Nummer 8, Mischform Holländer Rampen/Halbes Kleeblatt) und Galvaniho (Nummer 10, Schleife + direkte Rampe) an die Hochstraße angebunden.
Der Bau der Hochstraße begann im Mai 1999. Eine Schwierigkeit entstand bei der Errichtung von Fundamenten einiger Pfeiler, da sie zu nah an bestehenden Sammelkanälen lagen, somit mussten diese mit kleinen unterirdischen „Brücken“ überspannt werden. Wegen der Führung im bebauten Stadtgebiet und den damit verbundenen Anforderungen an die Ästhetik wurde eine angepasste Form gewählt, sowohl für die 139 Pfeiler als auch für die zwei Überbauten, die zu einem tunnelartigen Aussehen direkt unterhalb der Hochstraße beitragen. Diese Maßnahmen, umfangreicher Lärmschutz und schnelles Bautempo, sorgten dafür, dass die Anwohner nach anfänglichem Widerstand den Bau der Hochstraße akzeptierten. Für den Bau wurden insgesamt 88.000 m³ Beton verwendet.
Die Eröffnung fand am 31. August 2002 statt.